# Nicola Campedelli
Nicola Campedelli (Gatteo, 7 febbraio 1979) è un allenatore di calcio ed ex calciatore italiano, di ruolo centrocampista, tecnico della squadra Primavera del Cesena.

## Biografia
È il fratello dell'ex presidente del Cesena Igor Campedelli.

## Carriera

### Giocatore

#### Club
Cresciuto nel settore giovanile dell'A.S.D. Savignanese, società dilettantistica di Savignano sul Rubicone (FC), viene prelevato dall'Associazione Calcio Cesena; dopo una stagione in prestito al Castel San Pietro Terme Calcio, debutta in Serie B 1999-2000 con i romagnoli. Disputa i due successivi campionato tra i cadetti con la maglia della Salernitana, prima di passare al Modena, neopromossa in Serie A. Gioca 39 gare nella massima serie, realizzando 2 gol nel campionato 2003-2004. Nonostante la retrocessione dei Canarini, rimane a Modena anche nelle successive stagioni fino al 2007, quando torna nella natia Cesena.
La sua esperienza in casacca bianconera parte con un infortunio all'articolazione di Lisfranc, infortunio che condizionerà il suo rendimento in campo. Con la maglia bianconera infatti gioca solo 16 gare, nel campionato che vede la retrocessione della squadra nella Prima Divisione. Il 19 giugno 2009 annuncia il ritiro dall'attività agonistica a causa dell'infortunio subito due anni prima, dal quale non è più riuscito a riprendersi completamente.

#### Nazionale
Conta 20 convocazioni e 13 presenze tra Under-20 ed Under-21.

### Allenatore
Dalla stagione di Lega Pro Seconda Divisione 2010-2011, diventa allenatore dell'Associazione Calcio Bellaria Igea Marina.
il 25 maggio 2012 viene annunciato come nuovo allenatore del Cesena, club di proprietà del fratello Igor Campedelli, al posto di Mario Beretta nel campionato di Serie B 2012-2013.
Nelle prime due partite perde contro il Sassuolo in casa per 3-0 e in casa del L.R. Vicenza con il risultato finale di 3-1 per i veneti, e nel posticipo della terza giornata arriverà un'altra sconfitta per 4-1 in casa contro il Novara. A causa delle tre sconfitte su tre partite di campionato viene esonerato.
Il 10 dicembre 2012 inizia a frequentare a Coverciano il corso di abilitazione per il master di allenatori professionisti Prima Categoria-Uefa Pro.
Il 24 settembre 2014 prende il posto dell'esonerato Enrico Zaccaroni sulla panchina del Ribelle Castiglione, militante nel girone D della Serie D, arrivando quattordicesimo al termine della stagione.
Il 28 settembre 2015 prende il posto di Giacomo Lazzini sulla panchina della Correggese, venendo esonerato a dicembre per contrasti con la dirigenza.
Il 3 giugno 2016 entra nello staff tecnico del Parma, diventando il vice di Luigi Apolloni.
Il 28 giugno 2017 diventa il nuovo allenatore del Romagna Centro, seconda squadra di Cesena, miltante in Serie D.
L'11 giugno 2018 sostituisce Dario Bettini alla guida del Forlì.
L'11 novembre 2018 viene esonerato. Il 19 febbraio 2019 viene richiamato sulla panchina del club romagnolo.
Il 10 gennaio 2020 sostituisce Stefano Senigagliesi alla guida della Sangiustese, militante in Serie D. Il 12 febbraio successivo viene esonerato.

## Statistiche

### Statistiche da allenatore
Statistiche aggiornate al 30 giugno 2021.
| Stagione                    | Squadra                     | Campionato                  | Campionato | Campionato | Campionato | Campionato | Coppe nazionali | Coppe nazionali | Coppe nazionali | Coppe nazionali | Coppe nazionali | Coppe continentali | Coppe continentali | Coppe continentali | Coppe continentali | Coppe continentali | Altre coppe | Altre coppe | Altre coppe | Altre coppe | Altre coppe | Totale | Totale | Totale | Totale | % Vittorie | Piazzamento      |
| Stagione                    | Squadra                     | Comp                        | G          | V          | N          | P          | Comp            | G               | V               | N               | P               | Comp               | G                  | V                  | N                  | P                  | Comp        | G           | V           | N           | P           | G      | V      | N      | P      | %          | Piazzamento      |
| --------------------------- | --------------------------- | --------------------------- | ---------- | ---------- | ---------- | ---------- | --------------- | --------------- | --------------- | --------------- | --------------- | ------------------ | ------------------ | ------------------ | ------------------ | ------------------ | ----------- | ----------- | ----------- | ----------- | ----------- | ------ | ------ | ------ | ------ | ---------- | ---------------- |
| 2009-2010                   | Cesenatico                  | Ecc.                        | 32+4       | 20+2       | 8+1        | 4+1        | CI-Ecc.         | 2               | 1               | 0               | 1               | -                  | -                  | -                  | -                  | -                  | -           | -           | -           | -           | -           | 38     | 23     | 9      | 6      | 60,53      | 2º (prom.)       |
| 2010-2011                   | Bellaria Igea Marina        | 2D                          | 30         | 7          | 14         | 9          | CI-LP           | 4               | 0               | 0               | 4               | -                  | -                  | -                  | -                  | -                  | -           | -           | -           | -           | -           | 34     | 7      | 14     | 13     | 20,59      | 9º               |
| 2011-2012                   | Bellaria Igea Marina        | 2D                          | 38         | 10         | 15         | 13         | CI-LP           | 5               | 2               | 2               | 1               | -                  | -                  | -                  | -                  | -                  | -           | -           | -           | -           | -           | 43     | 12     | 17     | 14     | 27,91      | 15º              |
| Totale Bellaria Igea Marina | Totale Bellaria Igea Marina | Totale Bellaria Igea Marina | 68         | 17         | 29         | 22         |                 | 9               | 2               | 2               | 5               |                    | -                  | -                  | -                  | -                  |             | -           | -           | -           | -           | 77     | 19     | 31     | 27     | 24,68      |                  |
| lug.-set. 2012              | Cesena                      | B                           | 3          | 0          | 0          | 3          | CI              | 2               | 2               | 0               | 0               | -                  | -                  | -                  | -                  | -                  | -           | -           | -           | -           | -           | 5      | 2      | 0      | 3      | 40,00      | Eson.            |
| set. 2014-2015              | Ribelle                     | D                           | 34         | 10         | 10         | 14         | CI-D            | -               | -               | -               | -               | -                  | -                  | -                  | -                  | -                  | -           | -           | -           | -           | -           | 34     | 10     | 10     | 14     | 29,41      | Sub., 14º        |
| ott.-dic. 2015              | Correggese                  | D                           | 13         | 5          | 3          | 5          | CI-D            | -               | -               | -               | -               | -                  | -                  | -                  | -                  | -                  | -           | -           | -           | -           | -           | 13     | 5      | 3      | 5      | 38,46      | Sub., Eson.      |
| 2017-2018                   | Romagna Centro              | D                           | 38         | 14         | 12         | 12         | CI-D            | 1               | 0               | 1               | 0               | -                  | -                  | -                  | -                  | -                  | -           | -           | -           | -           | -           | 39     | 14     | 13     | 12     | 35,90      | 10º              |
| 2018-2019                   | Forlì                       | D                           | 21         | 7          | 6          | 8          | CI-D            | 1               | 0               | 0               | 1               | -                  | -                  | -                  | -                  | -                  | -           | -           | -           | -           | -           | 22     | 7      | 6      | 9      | 31,82      | Eson., Sub., 14º |
| gen.-feb. 2020              | Sangiustese                 | D                           | 5          | 1          | 0          | 4          | CI-D            | -               | -               | -               | -               | -                  | -                  | -                  | -                  | -                  | -           | -           | -           | -           | -           | 5      | 1      | 0      | 4      | 20,00      | Sub., Eson.      |
| 2020-2021                   | Savignanese                 | Ecc.                        | 10         | 4          | 3          | 3          | -               | -               | -               | -               | -               | -                  | -                  | -                  | -                  | -                  | -           | -           | -           | -           | -           | 10     | 4      | 3      | 3      | 40,00      | 5º               |
| Totale carriera             | Totale carriera             | Totale carriera             | 228        | 80         | 72         | 76         |                 | 15              | 5               | 3               | 7               |                    | -                  | -                  | -                  | -                  |             | -           | -           | -           | -           | 243    | 85     | 75     | 83     | 34,98      |                  |

## Palmarès

### Giocatore

#### Competizioni nazionali
- Lega Pro Prima Divisione: 1

Cesena: 2008-2009

### Allenatore

#### Competizioni giovanili
- Campionato Primavera 2: 1

Cesena: 2023-2024 (girone B)
- Supercoppa Primavera 2: 1

Cesena: 2024